# Ralph Rousseau
Ralph Rousseau Meulenbroeks (1967) is een Nederlands hoogleraar, gambist en natuurkundige. Hij studeerde contrabas bij Henk Guldemond en promoveerde in de natuurkunde aan de Technische Universiteit Eindhoven (TU/e). Sinds 1996 speelt hij viola da gamba en hij kreeg les van Jaap ter Linden. In 2009 kreeg hij voor zijn cd Chansons d'Amour (in samenwerking met het Matangi Quartet en Hein van de Geyn) de Edison Klassiek Publieksprijs. Hij heeft duo's met fluitiste Eleonore Pameijer en gambiste Constance Allanic. Hij is verbonden als hoogleraar Wetenschappelijke Geletterdheid aan de Universiteit Utrecht. Als natuurkundige heeft hij een YouTube-kanaal met kennisclips over natuurkunde voor de bovenbouw van havo en vwo.

## Discografie
| Publicatiedatum   | Titel                   | Label             | Catalogusnr. | Opmerkingen                                                             |
| ----------------- | ----------------------- | ----------------- | ------------ | ----------------------------------------------------------------------- |
| 2003              | Voix Humaines           | STS digital       | -            |                                                                         |
| 2005              | Gambomania              | STS digital       | -            | dvd                                                                     |
| 2005              | Gambomania              | STS digital       | -            | cd                                                                      |
| 2006              | Moved by Marais         | STS digital       | -            |                                                                         |
| 2006              | Christmas Carols        | STS digital       | -            |                                                                         |
| 2007              | Back with Bach          | STS digital       | -            |                                                                         |
| 2008 (3 oktober)  | Chansons d'amour        | Challenge Records | CC 72305     | i.s.m. het Matangi Kwartet en Hein van de Geyn                          |
| 2009 (29 mei)     | Gambomania              | Challenge Records | CC 72334     | heruitgave                                                              |
| 2009 (2 oktober)  | On Christmas Night      | Challenge Records | CC 72340     | i.s.m. Lenny Kuhr                                                       |
| 2011 (27 oktober) | Silence                 | Challenge Records | CR 73331     | i.s.m. Eric Vloeimans, Thijmen Jacobse, Bart Schneemann en Tim Welvaars |
| 2014              | Confluentes             | YouTube           | -            |                                                                         |
| 2016              | A pritty thing          | STS digital       | -            | uitgebracht op cd en vinyl                                              |
| 2018              | A meditation            | STS Digital       | -            | uitgebracht op cd en USB                                                |
| 2019              | Telemann - 12 fantasies | TRPTK             | TTK0043      |                                                                         |

## Hitlijsten
| Album met eventuele hitnotering(en) in de Nederlandse Album Top 100 | Datum van verschijnen | Datum van binnenkomst | Hoogste positie | Aantal weken | Opmerkingen                                    |
| ------------------------------------------------------------------- | --------------------- | --------------------- | --------------- | ------------ | ---------------------------------------------- |
| Chansons d'Amour                                                    | 2009                  | 27-06-2009            | 93              | 1            | i.s.m. het Matangi Kwartet en Hein van de Geyn |

## Stichting
Ralph Rousseau is oprichter en boegbeeld van de stichting tot het bevorderen van de viola da gamba, die Gambomania heet, net als een van Rousseaus albums.